# Kamel Bouhellal
Kamel Bouhellal, né le 24 juin 1966, est un entraîneur de football algérien.

## Biographie
Il entraîne plusieurs équipes de première division algérienne.
Le 4 mars 2021, Kamel Bouhellal prend les rênes du WA Boufarik en D2, il dirige l'équipe lors de la saison 2020-2021. Le 7 septembre 2021, il est nommé entraîneur du WA Tlemcen, un club qui officie en D1.